# Liste von Materia Medica der traditionellen chinesischen Medizin
Dies ist eine Liste von Materia Medica der traditionellen chinesischen Medizin. Eine Standardisierung erfolgt in der Volksrepublik China über die offizielle Zhongyao renmin gongheguo yaodian (Pharmakopöe der Volksrepublik China).
Die Angaben erfolgen in chinesischen Kurzzeichen. Das Ranking entspricht der Anzahl des Auftauchens in verschiedenen verwendeten Quellen der Pharmakopöe:

## Übersicht
Quellen:

### Drei
- Rheum palmatum oder Rheum tanguticum oder Rheum officinale (Dahuang 大黄)
- Iphigenia indica (Shancigu 山慈菇)
- Lasiosphaera fenzlii oder Calvatia gigantea oder Calvatia lilacina (Mabo 马勃)
- Arisaema consanguineum oder Arisaema amurense oder Arisaema heterophyllum (Tiannanxing 天南星)
- Arca inflata oder Tegillarca granosa oder Arca subcrenata (Walengzi 瓦楞子)
- Rhus chinensis oder Rhus potaninii oder Rhus punjabensis var. sinica (Wubeizi 五倍子)
- Cimicifuga foetida oder Cimicifuga dahurica oder Cimicifuga heracleifolia (Shengma 升麻)
- Hirudo nipponia oder Whitmania pigra oder Whitmania acranulata (Shuizhi 水蛭)
- Glycyrrhiza uralensis (Gancao 甘草)
- Pyrrosia lingua oder Pyrrosia sheareri oder Pyrrosia drakeana oder Pyrrosia petiolosa oder Pyrrosia davidii (Shiwei 石韦)
- Lilium brownii oder Lilium pumilum oder Lilium longiflorum (Baihe 百合)
- Stemona japonica oder Stemona sessilifolia oder Stemona tuberosa (Baibu 百部)
- Phyllostachys nigra var. henonis (Zhuru 竹茹)
- Fritillaria pallidiflora (Yibeimu 伊贝母)
- Tetradium ruticarpum, (syn. Evodia ruticarpa, Euodia ruticarpa) (Wuzhuyu 吴茱萸)
- Ostrea rivularis oder Ostrea gigas oder Ostrea talienwhanensis (Muli 牡蛎)
- Baphicacanthus cusia oder Indigofera tinctoria oder Isatis tinctoria oder Persicaria tinctoria (Polygonum tinctorium) (Qingdai 青黛)
- Prunus japonica oder Prunus humilis (Yuliren 郁李仁)
- Asarum heterotropoides var. mandshuricum oder Asarum sieboldii (Xixin 细辛)
- Pteria margaritifera oder Pteria martensii (Zhenzhu 珍珠)
- Amomum villosum oder Amomum xanthioides (Sharen 砂仁)
- Clematis chinensis (Weilingxian 威灵仙)
- Curcuma zedoaria (Ezhu 莪术)
- Codonopsis pilosula (Dangshen 党参)
- Solenognathus hardwickii oder Syngnathoides biaculeatus oder Syngnathus acus (Hailong 海龙)
- Aesculus chinensis oder Aesculus wilsonii (Suoluozi 娑罗子)
- Akebia quinata oder Akebia trifoliata oder Akebia trifoliata var. australis (Yuzhizi 预知子)
- Ootheca mantidis (Sangpiaoxiao 桑螵蛸)
- Coptis chinensis oder Coptis deltoidea oder Coptis omeiensis oder Coptis teetoides (Huanglian 黄连)
- Polygonatum sibiricum oder Polygonatum cyrtonema oder Polygonatum macropodium oder Polygonatum kingianum oder Polygonatum cirrhifolium (Huangjing 黄精)
- Periostracum serpentis (Shetui 蛇蜕)
- Ephedra sinica oder Ephedra equisetina oder Ephedra intermedia (Mahuang 麻黄)
- Lithospermum erythrorhizon oder Arnebia euchroma oder Onosma paniculatum (Zicao 紫草)
- Citrus tangerina (Juhong 橘红)
- Moschus moschiferus (Shexiang 麝香)

### Vier
- Fritillaria cirrhosa oder Fritillaria cirrhosa var. ecirrhosa (Chuan beimu 川贝母)
- Gentiana scabra oder Gentiana triflora (Longdan 龙胆)
- Prunus armeniaca oder Prunus armeniaca var. ansu (Kuxingren 苦杏仁)
- Curcuma aromatica oder Curcuma longa oder Curcuma zedoaria (Yujin 郁金)
- Gentiana macrophylla oder Gentiana crassicaulis oder Gentiana tibetica (Qinjiao 秦艽)
- Fraxinus rhynchophylla oder Fraxinus bungeana oder Fraxinus paxiana (Qinpi 秦皮)
- Lonicera japonica (Jinyinhua 金银花)

### Fünf
- Dendrobium nobile oder Dendrobium linawianum oder Dendrobium officinale oder Dendrobium moniliforme oder Dendrobium hercoglossum oder Dendrobium aduncum (Shihu 石斛)
- Citrus tangerina oder Citrus erythrosa (Chenpi 陈皮)
- Poncirus trifoliata oder Citrus aurantium oder Citrus wilsonii (Zhike 枳壳)
- Uncaria rhynchophylla oder Uncaria sinensis (Gouteng 钩藤)
- Hippocampus kelloggi oder Hippocampus histrix oder Hippocampus kuda oder Hippocampus trimaculatus (Haima 海马)
- Epimedium grandiflorum (Yinyanghuo 淫羊藿)

### Sechs
- Concha haliotidis (Shijueming 石决明)

## Gesundheitshinweis
Einige der Materia medica sind toxisch.